# 逆説の日本史
『逆説の日本史』（ぎゃくせつのにほんし）は、小説家の井沢元彦による日本史を扱った書籍。
小学館発行の『週刊ポスト』誌平成4年（1992年）1月1日号から連載されており、ある程度内容がたまると小学館から単行本として刊行され、さらに小学館文庫に収録されている。
日本の歴史を創るのは「言霊、和、怨霊、穢れ」への無意識の信仰に基づく非論理的な日本人の行動と分析し、史料絶対主義を排し、その書かれた、書かれなかった背景をも深く考察すべきこと、「時代で常識とされていたことは記録されなかった」こと及び通史的考察の重要性を強調し、シリーズ全体を貫くテーマとしている。

## シリーズ
1. 古代黎明編 - 封印された「倭」の謎
  - 弥生時代、古墳時代

国譲りは平和裏に行われたのか。日本はどうして倭と呼ばれるのか。日本神話の天照大神と邪馬台国の卑弥呼、日本書紀の神功皇后に繋がりはあるのか。宮内庁による天皇陵管理の矛盾、なぜ宮内庁は天皇陵の調査をさせないのかを考察する。
2. 古代怨霊編 - 聖徳太子の称号の謎
  - 大和時代、飛鳥時代、奈良時代

聖徳太子はなぜ「聖徳」なのか。天智天皇は暗殺されたのか。天武天皇は本当に天智天皇の同母弟なのか。奈良の大仏は本当に鎮護国家のために聖武天皇・光明皇后により建立されたのかを考察する。
3. 古代言霊編 - 平安建都と万葉集の謎
  - 奈良、平安時代

道鏡は称徳天皇の愛人か。桓武天皇はなぜ平安京に遷都したのか。万葉集は何の為に編纂されたかを考察する。
4. 中世鳴動編 - ケガレ思想と差別の謎
  - 平安

古今和歌集とは何なのか。藤原氏の寄生虫主義、源氏物語、平将門、院政、武士はなぜ生まれたか。平家政権とは何だったのかを考察する。
5. 中世動乱編 - 源氏勝利の奇蹟の謎
  - 平安、鎌倉時代

源頼朝と源義経の確執、鎌倉幕府と執権北条泰時、武士時代の土地問題について考察する。
6. 中世神風編 - 鎌倉仏教と元寇の謎
  - 鎌倉、建武の新政

鎌倉仏教とは何か。元寇が日本人に与えた影響とは何か。鎌倉幕府はなぜ滅びたか。後醍醐天皇と新政はなぜ失敗したかを考察する。
7. 中世王権編 - 太平記と南北朝の謎
  - 室町時代（南北朝時代）

なぜ日本は南北朝となってしまったのか。太平記は誰が書いたか。足利尊氏は有能だったか。足利義満は一体何をしたか。足利義教は何を目指したかを考察する。
8. 中世混沌編 - 室町文化と一揆の謎
  - 室町（戦国時代）

日本を戦国にしてしまった足利義政と日野富子の責任。山城国一揆と一向一揆はなぜ起きたか。室町文化の与えた影響を考察する。
9. 戦国野望編 - 鉄砲伝来と倭寇の謎
  - 室町（戦国）、安土桃山時代

琉球王朝は平和国家だったのか。倭寇の影に見える中国人と朝鮮民族の差別思想。「和」を否定する非日本的な戦国時代。戦国大名北条早雲と毛利元就の成長。武田信玄は天下統一を考えたか。織田信長の役割についてを考察する。
10. 戦国覇王編 - 天下布武と信長の謎
  - 室町（戦国）、安土桃山時代

信長と将軍足利義昭の「権力の正当性」を巡る抗争。信長の宗教「弾圧」の歴史的正当性。安土城に込められた「意志」とは。信長・豊臣秀吉・徳川家康はそれぞれ天皇家をどのように圧伏しようとしたか。本能寺の変により実現しなかった信長の政権構想とはどのようなものであったかを復元していく。
11. 戦国乱世編 - 朝鮮出兵と秀吉の謎
  - 安土桃山時代

出世頭秀吉の最大の「敵」とは。秀吉の織田家「乗っ取り」の魔術。江戸時代の基礎を作った秀吉の国内政策とは。世界史の眼で見た文禄・慶長の役。人気の陰に隠れてしばしば見落とされがちな秀吉の実像に迫る。
12. 近世暁光編 - 天下泰平と家康の謎
  - 江戸時代

朝鮮出兵をもたらした「社会の要請」とは。家康はなぜ対外侵略をしなかったのか。関ヶ原の勝敗はいつ決まったか。徹底的な豊臣家弾圧をもたらした「歴史の教訓」。大名・宗教の牙を抜き、260年の平和をもたらした家康の秘策とは。長かった戦乱の総決算としての家康の政策を分析する。
13. 近世展開編 - 江戸文化と鎖国の謎
  - 江戸時代

徳川幕府が展開していった過程と、戦国文化がどのように変遷していったかを取り上げる。そして新たな徳川家康像を提示し、その天才性を分析。また、中国儒教について考察し、靖国問題の背景についても分析する。
14. 近世爛熟編 - 文治政治と忠臣蔵の謎
  - 江戸時代

日本人の好きな「忠臣蔵」、その虚構と真実について考察。ほか将軍と側用人、大阪と江戸の大商人と世界、明と日本、琉球と日本。徳川幕府と李氏朝鮮の外交も分析する。
15. 近世改革編 - 官僚政治と吉宗の謎
  - 江戸時代

六代将軍家宣の時代から八代吉宗、田沼意次、松平定信の政治まで。田沼悪人説、吉宗名君説、定信政治の肯定などの定説を考察。なぜか今日まで続く、為政者側の、朱子学的視点による情報操作だとして、これらを覆す。
16. 江戸名君編 - 水戸黄門と朱子学の謎
  - 江戸時代

徳川光圀、保科正之、上杉鷹山、池田光政らについて考察-これらの中で幕末の尊皇攘夷思想の源流にも迫る。ほか「脱・仏教体制」の潮流と『太平記』注釈書、江戸、町人文化の世界など
17. 江戸成熟編 - アイヌ民族と幕府崩壊の謎
  - 江戸時代

大和民族以外の民族で、現在も日本人の構成員である人々は、どういう歴史を持ち、どのような経緯で日本人となったのか？(第1章/アイヌ民族のルーツと展開編)、倒幕思想のルーツ(第2章/国学の成立と展開編)、対米愚劣外交(第3章/幕府外交と天保の改革編)、・・幕末前夜の「闇の歴史」を暴き、現代の価値観と違った視点から江戸を見直す(第4章/ユートピアとしての江戸編）。
18. 幕末年代史編1 - 黒船来航と開国交渉の謎
  - 江戸時代

幕府崩壊を早めた160年前の日米交渉　　嘉永6年（1853）“黒船”来航--突然の事態？-情報は1年前に幕閣に、だが「問題先送り」で、その情報は浦賀奉行所に伝えられていなかった。幕府は、その場しのぎに終始する。当初友好的態度だったペリーは「砲艦外交」へ…
19. 幕末年代史編2-井伊直弼と尊王攘夷の謎                   ⚫︎江戸時代                                                          1858年編ー戊午の密勅と安政の大獄                    1859年編ー正論の開国vs実行不可能な攘夷           1860・61年編ー桜田門外の変 大老暗殺が歴史を変えた！

## 内容
1. 古代黎明編
  - 聖徳太子の十七条憲法の根本思想は儒教ではなく、「和」の精神、「話し合い至上主義」である。
  - オオクニヌシは「国譲り」の際に殺害され、古代人はオオクニヌシの怨霊を恐れ、その怨霊を封じ込めるために出雲大社を建てた。
  - 「顕幽分離主義」：現世（うつしよ）はアマテラスの子孫（皇室）が治め、幽世（かくりよ）はオオクニヌシが治めることになった。
  - 卑弥呼が紀元248年9月5日に殺害されたのは、邪馬台国が狗奴国との戦争に敗れ、その年に皆既日食が起きたため。
  - 宮内庁が天皇陵や陸墓参考地の調査研究を徹底拒否するのは、おそらく天皇のルーツが朝鮮半島に遡ることにたどらせないようにする意図か。
2. 古代怨霊編
  - 聖徳太子が天皇ではないにもかかわらず、諡号を送られたのは子孫が根絶やしにされた鎮魂のため。
  - 天皇の諡号の「徳」の字には、無念の死を遂げた天皇が怨霊にならないようにするための鎮魂の意味がある。
  - 天智天皇と天武天皇は兄弟ではない。日本書紀は天武天皇が自分側に有利につくらせた。
  - 天智天皇は唐と結んで新羅を討とうとしたため、暗殺された。天武天皇は親新羅、天智天皇は反新羅
  - 森鷗外による、天智・天武・持統の諡号考察から見える「易姓革命」の構図。
  - 聖武天皇が奈良の大仏を建立させたのは鎮護国家思想よりむしろ光明皇后が長屋王の怨霊を封じるため。
3. 古代言霊編
  - 称徳天皇は、道鏡への禅譲による「徳」に基づいた皇位継承を行おうとしたため、闇に葬られた。
  - 長岡京への遷都の理由は、天武系から天智系への易姓革命。平安京への遷都理由は、怨霊から逃れるため。
  - 『万葉集』に見られる言霊信仰は、現代にも息づいている。
4. 中世鳴動編
  - 『古今和歌集』の序に登場する「六歌仙」は、文徳天皇の後継者争いに敗れた勢力への鎮魂として、顕彰されたものである。
  - 日本人の軍隊忌避は、「ケガレ思想」が源流だった。
5. 中世動乱編
  - 義経の行動は、成立過程にある鎌倉幕府の主従関係を乱すもの。
  - 実朝暗殺は、鎌倉武士出身の御家人の総意によるもの。
  - 「治天の君」後鳥羽上皇の流罪を可能にした戦後処理。
6. 中世神風編
  - 文永の役に至るまでの鎌倉幕府の外交的無策。
7. 中世王権編
  - 楠木正成は、朱子学の実行者であった。
  - 『太平記』の名前の由来は、戦乱の世をつくりだしておきながら、死の間際に天下の太平を叫んだ後醍醐天皇への皮肉。
  - 『太平記』に登場する児島高徳こそ、『太平記』の作者である。
  - 足利尊氏の優しさこそが、観応の擾乱の原因であり、室町幕府の脆弱性の遠因。
  - 足利義満は天皇の位を狙っていた。
  - 足利義教は、足利15代の中で、最大領土を確立した、偉大な政治家である。
  - 比叡山焼き討ちなど、足利義教と織田信長には共通点が多く、義教こそ信長、そして秀吉と家康の先駆者である。
8. 中世混沌編
  - 応仁の乱を引き起こした足利義政の無策と、日野富子の蓄財欲。
9. 戦国野望編
  - 倭寇は、当初は日本人の海賊であったが、後には、朝鮮半島の「偽倭の内乱」と解すべきである。
  - 最初の戦国大名は朝倉敏景である。
10. 戦国覇王編
  - 初めから天下人になることを意識していた大名は信長だけである。
11. 戦国乱世編
  - 織田信長は敬虔で寛容な人物であった。
  - 安土城は「信長という神」を表現としている。
12. 近世暁光編
  - 織田家を簒奪したのに人気の高い「秀吉マジック」
  - 『少年H』と『武功夜話』に見る、敗戦前に戦争へ支持した心情の隠蔽。
13. 近世展開編
  - 秀吉の「会議で勝つ」を活かした小山会議。
  - 本当は、豊臣家を存続させたかった家康。
14. 近世爛熟編
  - 千利休切腹の直接の原因は、天皇の下での身分秩序への反抗。
15. 近世改革編
  - 絵島事件の裏側に見える大奥での権力争いは、将軍継嗣をめぐっての尾張と紀州の代理戦争だった。
  - 吉宗は、経済無知のバカ殿である。
  - 田沼の経済改革を止めた松平定信はバカ殿。定信の情報戦戦略軽視が招いた「定信惨敗」「朝廷勝利」の大誤報。

## 書誌情報
1. 単行本1993年10月刊行 ISBN 4-09-379412-X 小学館、文庫版1998年1月刊行 ISBN 4-09-402001-2
2. 単行本1994年10月刊行 ISBN 4-09-379413-8 小学館、文庫版1998年3月刊行 ISBN 4-09-402002-0
3. 単行本1995年6月刊行 ISBN 4-09-379414-6 小学館、文庫版1998年5月刊行 ISBN 4-09-402003-9
4. 単行本1996年6月刊行 ISBN 4-09-379415-4 小学館、文庫版1999年1月刊行 ISBN 4-09-402004-7
5. 単行本1997年5月刊行 ISBN 4-09-379416-2 小学館、文庫版2000年1月刊行 ISBN 4-09-402005-5
6. 単行本1998年7月刊行 ISBN 4-09-379417-0 小学館、文庫版2002年7月刊行 ISBN 4-09-402006-3
7. 単行本1999年10月刊行 ISBN 4-09-379418-9 小学館、文庫版2003年3月刊行 ISBN 4-09-402007-1
8. 単行本2000年12月刊行 ISBN 4-09-379419-7 小学館、文庫版2004年6月刊行 ISBN 4-09-402008-X
9. 単行本2001年12月刊行 ISBN 4-09-379420-0 小学館、文庫版2005年6月刊行 ISBN 4-09-402009-8
10. 単行本2002年11月刊行 ISBN 4-09-379660-2 小学館、文庫版2006年7月刊行 ISBN 4-09-402010-1
11. 単行本2004年3月刊行 ISBN 4-09-379681-5 小学館、文庫版2007年6月刊行 ISBN 978-4-09-408174-9
12. 単行本2005年5月刊行 ISBN 4-09-379682-3 小学館、文庫版2008年6月刊行 ISBN 978-4-09-408273-9
13. 単行本2006年7月刊行 ISBN 4-09-379683-1 小学館、文庫版2010年9月刊行 ISBN 978-4-09-408543-3
14. 単行本2007年7月刊行 ISBN 978-4-09-379684-2 小学館、文庫版2011年12月刊行 ISBN 978-4-09-408602-7
15. 単行本2008年8月刊行 ISBN 978-4-09-379685-9 小学館、文庫版2012年6月刊行 ISBN 978-4-09-408728-4
16. 単行本2009年10月刊行 ISBN 978-409-379686-6 小学館、文庫版2013年6月刊行 ISBN 978-4-09-408836-6
17. 単行本2011年2月刊行 ISBN 978-4-09-379687-3 小学館、文庫版2014年6月刊行 ISBN 978-4-09-406055-3
18. 単行本2012年3月刊行 ISBN 978-4-09-379831-0 小学館、文庫版2015年7月刊行 ISBN 978-4-09-406186-4
19. 単行本2013年4月刊行 ISBN 978-4-09-379843-3 小学館、文庫版2016年4月刊行 ISBN 978-4-09-406286-1
20. 単行本2013年10月刊行 ISBN 978-4-09-379851-8 小学館、文庫版2017年4月刊行 ISBN 978-4-09-406414-8
21. 単行本2014年10月刊行 ISBN 978-4-0937-9868-6 小学館
22. 単行本2016年7月刊行 ISBN 978-4-09-379889-1 小学館
23. 単行本2017年10月刊行 ISBN 978-4-09-379898-3 小学館

## ビジュアル版
上記各編とは別に「サブテキスト」として、井沢による『ビジュアル版 逆説の日本史』もB5判単行本で小学館から刊行されている。
1. 古代編（上） 2008年12月17日発売 ISBN 978-4-09-379793-1
2. 古代編（下） 2009年6月15日発売 ISBN 978-4-09-379801-3
3. 中世編 2010年7月20日発売 ISBN 978-4-09-379813-6
4. 完本 信長全史 2011年11月14日発売 ISBN 978-4-09-379825-9
5. 真説 秀吉英雄伝 2014年4月21日発売 ISBN 978-4-09-379861-7

## コミック版
小学館のPR誌『本の窓』、およびウェブサイト「P+D MAGAZINE」において、千葉きよかずの作画による『コミック版 逆説の日本史』が連載されている。単行本は既刊3巻（2021年1月現在）。
- 井沢元彦（原作・脚本）、千葉きよかず（漫画）『コミック版 逆説の日本史』小学館（四六判）、既刊3巻（2021年1月15日現在）
  1. 戦国三英傑編 （2018年6月22日発売） ISBN 978-4-09-388566-9
  2. 江戸大改革編 （2020年4月17日発売） ISBN 978-4-09-388759-5
  3. 幕末維新編 （2021年1月15日発売） ISBN 978-4-09-388809-7